# دینوو
دینوو (به بلغاری: Dinevo) یک منطقهٔ مسکونی در بلغارستان است که در شهرستان هاسکوفو واقع شده‌است.